# アンジェロ・オグボンナ
アンジェロ・オビンツェ・オグボンナ（Angelo Obinze Ogbonna, 1988年5月23日 - ）は、イタリア・カッシーノ出身のサッカー選手。ポジションはディフェンダー。

## 経歴

### クラブ
ナイジェリア系イタリア人で、センターバックや左サイドバックでプレー出来る。トリノFCのユースに入り、2007年2月のレッジーナ戦でセリエAデビューを果たした。
2007-08シーズンはセリエC1のFCクロトーネへレンタル。2008-09シーズンはチェーザレ・ナターリらの控えとしてトリノ守備陣を支えたが、クラブはセリエB降格となった。
ミランも獲得に興味を示したが、2013年7月11日、同じトリノに位置する強豪ユヴェントスに移籍が決定。契約は5年間。しかし、不安定なプレーが多くレギュラーの座を勝ち取ることはできなかった。
2015年7月、ウェストハム・ユナイテッドFCへの移籍が決定。移籍金は1100万ユーロ、契約は4年間。ウェストハムが6月10日にペドロ・オビアングを獲得した際、誤ってまだユベントス所属だったオグボンナの写真を掲載しており、1ヶ月後に間違われた本人であるオグボンナもウェストハムに加入することになった。コンスタントに出場機会を得ていたが2017年1月に負傷し膝を手術した。6月30日、ウェストハムと2022年まで契約を延長した。2018-19シーズンはファビアン・バルブエナとイッサ・ディオプにポジションを奪われたが、翌シーズンの序盤はバルブエナからポジションを奪い返した。
2024年8月27日、ワトフォードFCに1年契約で加入した。

### 代表
2009年8月、U-21イタリア代表として親善試合に出場。
2011年6月、A代表に初招集された。2011年11月11日のポーランドとの親善試合で途中出場し代表デビュー。2012年2月29日のアメリカとの親善試合では初の先発出場とフル出場を記録した。

## 所属クラブ
- トリノFC 2006-2013

→  FCクロトーネ (loan) 2007-2008
- ユヴェントスFC 2013-2015
- ウェストハム・ユナイテッドFC 2015-2024
- ワトフォードFC 2024-

## タイトル

### クラブ
ユヴェントスFC
- スーペルコッパ・イタリアーナ ： 2013
- セリエA ： 2013-14, 2014-15
- コッパ・イタリア ： 2014-15